# Équipe de Saint-Marin masculine de basket-ball
Maillots
Actualités
L'équipe de Saint-Marin de basket-ball représente la Fédération de Saint-Marin de basket-ball lors des compétitions internationales, notamment aux Jeux olympiques d'été et aux championnats du monde.

## Parcours en compétition
| EuroBasket Division C | EuroBasket Division C | EuroBasket Division C | EuroBasket Division C | EuroBasket Division C |
| Année                 | Place                 | Matchs                | V                     | D                     |
| --------------------- | --------------------- | --------------------- | --------------------- | --------------------- |
| 1988                  | 5e place              | 5                     | 3                     | 2                     |
| 1990                  | 6e place              | 5                     | 2                     | 3                     |
| 1992                  | 5e place              | 5                     | 3                     | 2                     |
| 1994                  | N'a pas participé     | N'a pas participé     | N'a pas participé     | N'a pas participé     |
| 1996                  | 3e place              | 5                     | 3                     | 2                     |
| 1998                  | 3e place              | 4                     | 2                     | 2                     |
| 2000                  | Finaliste             | 5                     | 4                     | 1                     |
| 2002                  | Champions             | 5                     | 4                     | 1                     |
| 2004                  | 6e place              | 4                     | 1                     | 3                     |
| 2006                  | 5e place              | 5                     | 3                     | 2                     |
| 2008                  | 5e place              | 5                     | 3                     | 2                     |
| 2010                  | 8e place              | 5                     | 0                     | 5                     |
| 2012                  | 4e place              | 5                     | 2                     | 3                     |
| Total                 | Total                 | 58                    | 30                    | 28                    |

| Jeux des petits États d'Europe | Jeux des petits États d'Europe | Jeux des petits États d'Europe | Jeux des petits États d'Europe | Jeux des petits États d'Europe |
| Année                          | Place                          | Matchs                         | V                              | D                              |
| ------------------------------ | ------------------------------ | ------------------------------ | ------------------------------ | ------------------------------ |
| 2001                           | 3e place                       |                                |                                |                                |
| 2003                           | 4e place                       | 5                              | 2                              | 3                              |
| 2005                           | 4e place                       | 4                              | 1                              | 3                              |
| 2007                           | 3e place                       | 5                              | 2                              | 3                              |
| 2009                           | 6e place                       | 5                              | 0                              | 5                              |
| 2013                           | 5e place                       | 4                              | 0                              | 4                              |

## Palmarès
- 2002 : EuroBasket Division C